# NGC 5653
NGC 5653 هي مجرة حلزونية تقع في كوكبة العواء (كوكبة).

## وصلات خارجية
- NGC 5653 على موقع ويكي سكاي: DSS2, SDSS, GALEX, IRAS, Hydrogen α, X-Ray, Astrophoto, Sky Map, Articles and images